# برايان غريفيثز
برايان غريفيثز (بالإنجليزية: Brian Griffiths)‏ (21 نوفمبر 1933 في المملكة المتحدة - ) هو لاعب كرة قدم بريطاني في مركز الهجوم. لعب مع نادي بلاكبول ونادي ريكسهام ونادي تشستر سيتي وLudlow Town F.C. ‏ وهوليول تاون ‏ وكارنارفون تاون ‏.